# Flavi Taure Clement
Flavi Taure Clement Armoni Clement va ser un polític romà del segle VI dC.
Provenia d'un llinatge distingit de funcionaris imperials. Un avantpassat seu fou Flavi Taure, cònsol del 428 dC, fill d'Aurelià que va ser prefecte del pretori d'Orient del 399 al 400 dC. Al seu torn Aurelià era fill de Taure, que va ser prefecte del pretori d'Itàlia sota Constanci II del 355 al 361 dC.
L'any 511 o el 513, Clement va ocupar el càrrec de Comes sacrarum largitonum. L'any 513, Clement va ser guardonat amb el consolat juntament amb Probe com a col·lega seu. Aquell any, va rebre el títol honorífic de patrici.
Era monofisita i va donar suport al monjo Sever (més tard patriarca d'Antioquia ) quan aquest últim va ser a Constantinoble del 508 al 511. L'any 511, Clement va ser present en una reunió en què es va discutir la dimissió del patriarca de Constantinoble Macedoni II.
El museu de Liverpool conserva un díptic d'ivori amb una representació de Clement.